# Hans-Georg von Tempelhoff
Hans-Georg von Tempelhoff (* 18. März 1907 in Brandenburg an der Havel; † 31. Mai 1985) war ein deutscher Offizier, zuletzt Generalmajor der Bundeswehr.

## Leben

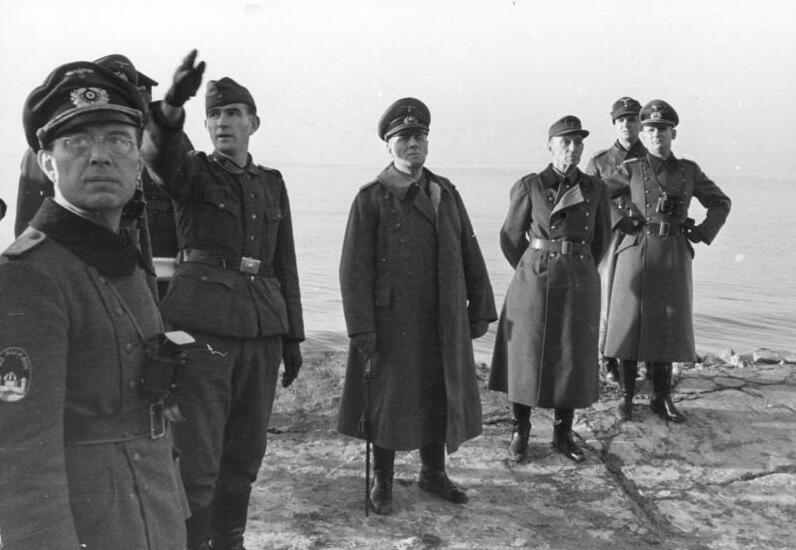
Oberstleutnant von Tempelhoff (ganz rechts) mit Erwin Rommel (Mitte) bei der Besichtigung des Atlantikwalls, Nordfrankreich, 16. Januar 1944

Tempelhoff war der Sohn der Beamtentochter Dora Liman und des späteren Generals Friedrich von Tempelhoff (1878–1941). Er selbst besuchte ein Realgymnasium und machte dort sein Abitur. 1926 trat Tempelhoff in das 3. (Preußisches) Artillerie-Regiment ein. Mit Kriegsbeginn 1939 diente er als Quartiermeister im VII. Armeekorps. Es folgten unter anderem Dienstverwendungen als Erster Generalstabsoffizier (Ia) der 9. Infanterie-Division. Im Sommer 1942 wurde er zum III. Panzerkorps kommandiert und kämpfte dann in der 14. und 21. Panzer-Division. Anschließend war er bis Oktober 1943 Lehrer an der Kriegsakademie, um dann bis 1944 als Ia der Heeresgruppe B unter Feldmarschall Erwin Rommel (bis Juli 1944), Günther von Kluge (bis August 1944) und Walter Model zu fungieren. Im Juni 1944 wurde von Tempelhoff zum Oberst i. G. ernannt. In den letzten Wochen vor Kriegsende kommandierte Tempelhoff die 28. Jäger-Division an der Ostfront.
Nach seiner späten Entlassung war er von 1949 bis 1952 als kaufmännischer Angestellter und technischer Berater in Damaskus in Syrien tätig.
Ab August 1952 war er im späteren Verteidigungsministerium als Referent für die Ausbildung tätig. Nach dem Krieg diente er als Offizier in der Bundeswehr. Von 1956 bis 1960 wirkte er unter anderem als deutscher Militärischer Vertreter im NATO-Militärausschuss. Danach führte er die Panzergrenadierbrigade 1 in Hildesheim. Zuletzt als Brigadegeneral (ab November 1962) und Kommandeur der 3. Panzerdivision vom 1. Oktober 1962 bis zum 31. März 1967.
Hans-Georg von Tempelhoff war seit 1936 mit der aus London stammenden Marianne Brooke, Tochter der Elaine von Pirch und des englischen Musikverlegers Harold Littleton Brooke verheiratet. Das Ehepaar wohnte in den 1960er Jahren in Bayern und hatte eine Tochter Elisabeth, sie wurde Ärztin, und einen Sohn Harold der ebenfalls Offizier wurde.

## Auszeichnungen
Eine unvollständige Auswahl:
- Deutsches Kreuz in Gold
- Großes Verdienstkreuz der Bundesrepublik Deutschland, 1967[3]